# Міхалув (гміна Нове-Място-над-Вартою)
Міхалув (пол. Michałów, нім. Michaelsdorf) — село в Польщі, у гміні Нове-Място-над-Вартою Сьредського повіту Великопольського воєводства.
Населення — 168 осіб (2011).
У 1975-1998 роках село належало до Познанського воєводства.

## Демографія
Демографічна структура станом на 31 березня 2011 року:
|          | Загалом | Допрацездатний вік | Працездатний вік | Постпрацездатний вік |
| -------- | ------- | ------------------ | ---------------- | -------------------- |
| Чоловіки | 86      | 25                 | 55               | 6                    |
| Жінки    | 82      | 18                 | 44               | 20                   |
| Разом    | 168     | 43                 | 99               | 26                   |